# Salvador Ventura
Salvador Ventura Zamora (Cataluña, siglo XX) es un biólogo, bioquímico y profesor universitario español.

## Biografía
Licenciado en Biología por la Universidad de Barcelona (UB), Máster en Bioquímica y Biología Molecular y Doctor en Biología por la Universidad Autónoma de Barcelona (UAB), Salvador Ventura es catedrático de Bioquímica y Biología Molecular de la UAB desde el año 2011, donde también es investigador ICREA Academia, y donde ha sido Director del Instituto de Biotecnología y Biomedicina (IBB) de la UAB entre los años 2017 y 2020. Anteriormente, trabajó como investigador postdoctoral (1999-2002) en el EMBL-Heidelberg, ha sido investigador en la Harvard Medical School (EE. UU.) y en el Karolinska Institutet (Suecia) entre otros centros. Se reincorporó a la UAB como investigador Ramón y Cajal en 2003. Su investigación ha ido dirigida a investigar el vínculo entre la estructura proteica y las enfermedades degenerativas para crear nuevas moléculas para su tratamiento.   
La investigación de Salvador Ventura, autor de más de 300 artículos de investigación, además de varios capítulos de libros y 18 patentes, se ha dirigido y desarrollado principalmente en el área de las enfermedades conformacionales causadas por el mal plegamiento de proteínas. 
El 31 de mayo de 2024 fue nombrado director del Instituto de Investigación e Innovación Parc Taulí (I3PT)-CERCA por el Patronato de la institución. Ventura asumirá la dirección del I3PT a partir del 1 de septiembre de 2024.  
Entre los reconocimientos que ha recibido durante su trayectoria profesional se encuentran el Premio a la Excelencia de Investigación UAB 2008, el Premio Bruker "Manuel Rico" 2020 de la Sociedad Española de Biofísica y los Premios ICREA-Academia 2009, 2015 y 2020 en Ciencias de la Vida y Medicina, el premio a la Transferencia UAB 2022 y la Medalla Narcís Monturiol 2022.   Es cofundador de Eureka NanoBioEngineering, empresa enfocada en la creación de nanobiodispositivos y nanobiomateriales avanzados. Fue elegido miembro de la Academia Europaea en reconocimiento a su labor investigadora.  